# Berma

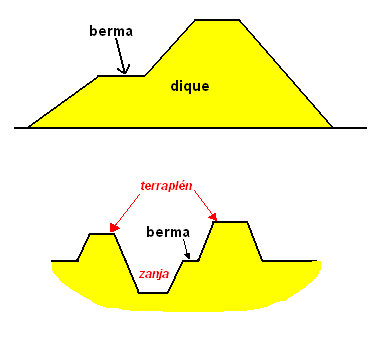
Schéma bermy

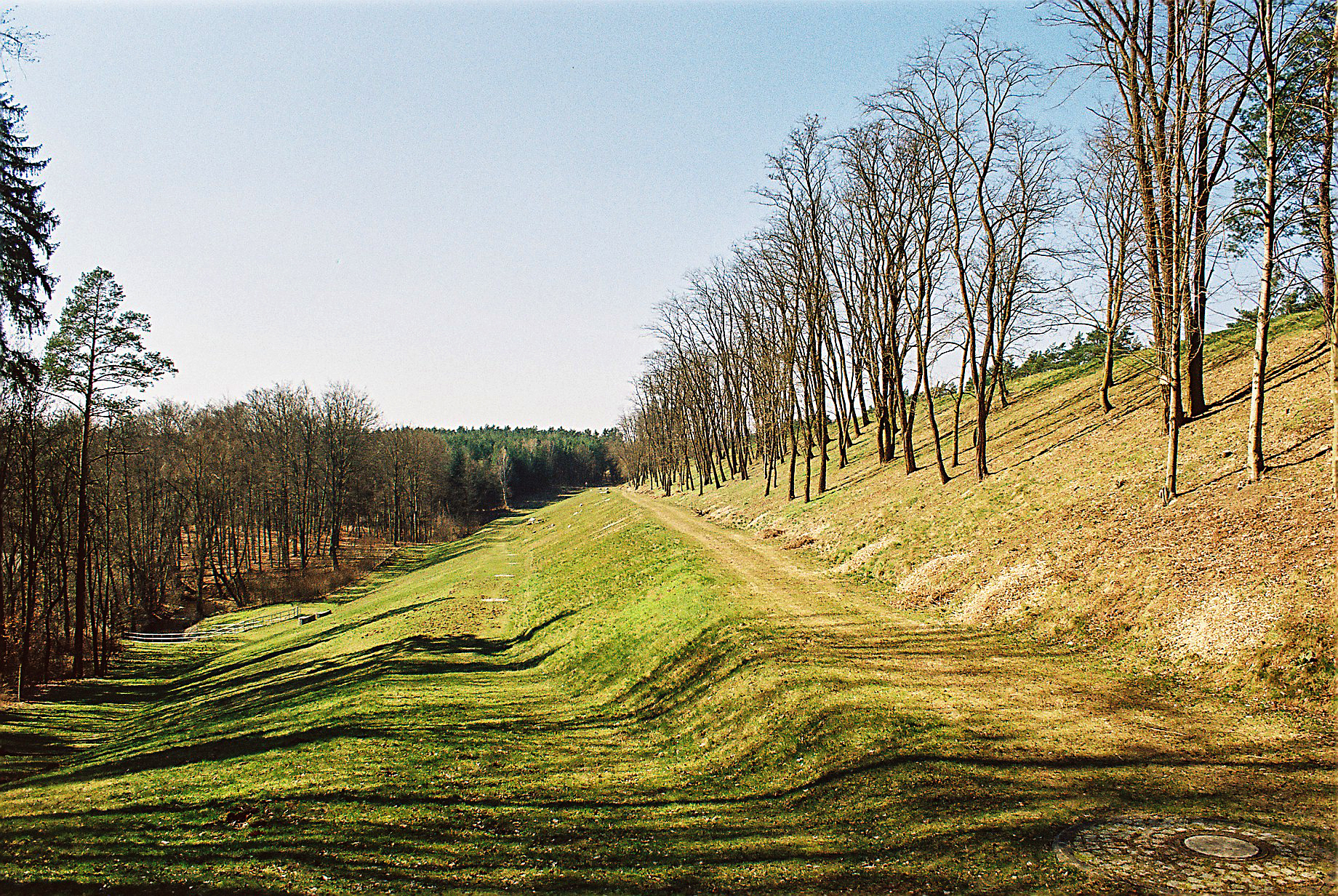
Hráz se dvěma bermami

Berma (nizozemsky berm, baerm – okraj hráze) neboli lavička, lavice je (ve stavebnictví) úzká, téměř vodorovná plocha ve svahu vysokého náspu nebo hlubokého výkopu. Buduje se například podél říčního břehu, sypané hráze, valu nebo opevnění. 
Účelem bermy je zlepšit stabilitu budovaného díla, zpevnit ho, chránit před sesunutím nebo protržením. Někdy je berma užívána jako cesta. 
V opevnění se jako berma označuje prostor mezi vnitřní hranou příkopu a hradbou. Využívala se v případě nestabilního podloží, kdy nebylo možné postavit hradbu přímo na hraně příkopu. Berma je doložena na řadě pravěkých hradišť a často se využívala při stavbě raně středověkých opevnění. Mohla obsahovat překážky, které bránily útočníkům v pohybu před úpatím hradby.

## Odvozené významy
- Berma může také znamenat terasovitou a přechodně zaplavovanou část koryta vodního toku.
- V moderním vojenském a silničním stavitelství se pojem berma užívá někdy pro ochranný val vzniklý při odbagrování zeminy při stavbě silnice nebo příkopu.